# La scala di seta
Personnages
- Dormont, le tuteur (ténor)
- Giulia, sa pupille (soprano)
- Lucilla, cousine de Giulia (soprano)
- Dorvil (ténor)
- Blansac (basse)
- Germano, serviteur de Dormont (basse)
- Un serviteur (mime)

La scala di seta (L'Échelle de soie) est un opéra de Gioachino Rossini.
Le livret de cette œuvre, en un acte, est de Giuseppe Maria Foppa, qui a déjà écrit L'inganno felice et qui va écrire plus tard Il signor Bruschino pour Rossini.
L'œuvre fait partie des cinq farsa comica (farces comiques) que Rossini écrivit pour le Teatro San Moisè de Venise, les autres étant, en plus des deux susmentionnées, La cambiale di matrimonio et L'occasione fa il ladro.
La scala di seta fut interprétée le 9 mai 1812 avec un certain succès, mais après un nombre limité de représentations et de reprises dans de petits théâtres, il disparut complètement du répertoire pour n'être repris qu'après la Seconde Guerre mondiale. Par contre, la sinfonia de l'opéra demeura un morceau souvent joué du répertoire symphonique.

## Intrigue
Au XVIIIe siècle, à Paris, Giulia, pupille du vieux Dormont, est amoureuse du beau Dorvil, qu'elle a épousé secrètement avec l'aide d'une vieille tante bienveillante. Dormont ne se doute de rien, étant donné que les amants se rencontrent à son insu et que Dorvil monte dans la chambre de Giulia grâce à une échelle de soie.
Mais les amants sont contrariés dans leur intimité par Germano, domestique fouineur et maladroit, amoureux de Giulia et par Lucilla, la cousine de Giulia, très curieuse ; qui plus est, Dormont a organisé des fiançailles entre sa pupille et le riche Blansac. Inquiète, Giulia met tout en œuvre afin que Blansac tombe amoureux de Lucilla, pendant que Dorvil est rongé par la jalousie : Lucilla et Blansac finissent par tomber amoureux l'un de l'autre, mais Germano continue de semer le trouble dans les couples et fait presque échouer les plans de Giulia. À minuit, Giulia et Dorvil décident de fuguer, mais ils doivent y renoncer puisque Blansac et Germano débarquent importunément, pendant que Lucilla, cachée dans un coin, observe la scène : Dormont se réveille, et les deux amants n'ont plus qu'à lui révéler la vérité. Voyant que Blansac est amoureux de Lucilla, Dormont leur pardonne, et donne sa bénédiction aux deux couples.

## Rôles et distribution de la Première mondiale
| Rôle    | Tessiture     | Interprète        |
| ------- | ------------- | ----------------- |
| Dormont | Ténor         | Gaetano Del Monte |
| Giulia  | Soprano       | Maria Cantarelli  |
| Lucilla | mezzo soprano | Carolina Nagher   |
| Dorvil  | Ténor         | Raffaele Monelli  |
| Blansac | Basse         | Nicola Tacci      |
| Germano | Basse         | Nicola De Grecis  |

## Orchestration
Rossini écrivit l'opéra pour un petit orchestre composé des instruments suivants :
- deux flûtes traversières (piccolos), deux hautbois, deux clarinettes, un basson ;
- deux cors d'harmonie ;
- des instruments à cordes frottées.

Les récitatifs secs sont accompagnés au piano (au violoncelle et à la contrebasse ad libitum).

## Grands airs et morceaux musicaux
- Sinfonia
- 1 Introduction : Va', sciocco, non seccarmi! (Giulia, Germano, Lucilla)
- 2 Duo Io so ch'hai buon cuore (Giulia, Germano)
- 3 Aria Vedrò qual sommo incanto (Dorvil)
- 4 Quatuor Sì che unito a cara sposa (Blansac, Giulia, Germano, Dorvil)
- 5 Aria Sento talor nel core (Lucilla)
- 6 Recitatif et aria Il mio ben sospiro e chiamo (Giulia)
- 7 Aria Amore dolcemente (Germano)
- 8 Finale Dorme ognuno in queste soglie (Giulia, Germano, Dorvil, Blansac, Dormont, Lucilla).

## Discographie
| Année | Distribution (Giulia, Germano, Lucilla, Dorvil, Blansac, Dormont)                                                              | Chef d'orchestre et orchestre |
| ----- | --- | --- |
| 1962  | Graziella Sciutti, Fernando Lidonni, Margherita Rinaldi, Fernando Jacopucci, Boris Carmeli, Manlio Rocchi                      | Franco Ferrara Orchestre philharmonique de Rome |
| 1983  | Carmen Lavani, Roberto Coviello, Tiziana Tramoni, Ernesto Palacio, Mario Chiappi, Tullio Pane                                  | Marc Andreae Orchestre de la Suisse italienne |
| 1988  | Luciana Serra, Roberto Coviello (it), Cecilia Bartoli, William Matteuzzi (it), Natale de Carolis (it), Oslavio Di Credico (it) | Gabriele Ferro Orchestre du Théâtre communal de Bologne                                                                                                 |
| 1990  | Luciana Serra, Alessandro Corbelli, Jane Bunnell, David Kuebler, Alberto Rinaldi, David Griffith                               | Gianluigi Gelmetti Orchestre symphonique de la radio de Stuttgart Enregistrement vidéo d'une représentation au Festival de Schwetzingen                 |
| 1999  | Teresa Ringholz, Alessandro Corbelli, Francesca Provvisonato, Ramon Vargas (it), Natale de Carolis, Fulvio Massa               | Marcello Viotti English Chamber Orchestra |
| 2002  | Gaia Matteini, Mario Cassi, Silvia Vajente, Samuele Simoncini, Andrea Sari, Andrea Carboni                                     | Giovan Battista Varoli I Solisti di Fiesole Opéra enregistré lors de représentations au Théâtre communal de Castiglion Fiorentino (it) en décembre 2001 |
| 2009  | Olga Peretyatko, Paolo Bordogna, Anna Malavasi, José Manuel Zapata, Carlo Lepore, Daniele Zanfardino                           | Claudio Scimone Orchestre Haydn de Bolzano et de Trente                                                                                                 |